# Solitary Experiments
Solitary Experiments ist eine deutsche Future-Pop-Band aus Frankfurt (Oder), die 1994 gegründet wurde. Sie ist bei Out of Line Music unter Vertrag.

## Geschichte
Die Bandgeschichte begann 1993 mit einem Amiga 500 und einem Kawai K4 Synthesizer. Michael Thielemann und Dennis Schober, die sich 1992 kennengelernt hatten, experimentierten mit dieser Ausrüstung unter dem Namen Plague. Bereits ein Jahr später, 1994, wurde die Gründung des Projekts Solitary Experiments beschlossen.
Das erste Demo-Tape Risque De Choc Electrique erschien 1996 unter Mitwirkung der Sängerin Dana Apitz. Im selben Jahr erfolgte mit dem Lied Dein Fleisch auch die erste offizielle Veröffentlichung auf der Kompilation Electronic Future Compilation Vol. 1. Die Band sammelte erste Konzerterfahrungen und programmierte weitere Stücke, die 1998 zur zweiten Demoaufnahme Death In Small Doses führten.
Anschließend verließ Dana Apitz die Band. Dafür stieß der Keyboarder Steve Graeber hinzu. Es folgten weitere Veröffentlichungen einzelner Songs und das erste Auslandskonzert der Formation. Die steigende Bekanntheit der Band verhalf ihr 1999 schließlich zu einem Vertrag beim Plattenlabel Maschinenwelt, das noch im selben Jahr die Veröffentlichung des Debütalbums Final Approach realisierte.

## Diskografie

### Alben
- 1999: Final Approach
- 2001: Paradox
- 2003: Advance Into Unknown
- 2005: Mind Over Matter
- 2006: Final Approach (Totally Recharged)
- 2006: Paradox (Totally Recharged)
- 2007: Compendium
- 2009: In the Eye of the Beholder
- 2010: Compendium 2
- 2011: The Great Illusion
- 2013: Phenomena
- 2014: The 20th Anniversary Compilation
- 2015: Heavenly Symphony
- 2015: Memorandum
- 2015: In Motion (Live in Berlin)
- 2018: Future Tense
- 2019: The 25th Anniversary Compilation
- 2022: Transcendent

### EPs
- 2002: Final Assault – The Remix-War
- 2004: Cause & Effect
- 2006: Final Assault (Totally Recharged)
- 2009: Rise and Fall
- 2009: Immortal
- 2013: Trial and Error
- 2018: Crash & Burn
- 2022: Every Now and Then
- 2022: Wonderland

### Tapes
- 1996: Risque De Choc Electrique
- 1998: Death in Small Doses